# Obelerio Antenoreo
Obelerio Antenoreo – doża wenecji od 804 do 809.